# G-senjō no maō
(La sfida lanciata da Maō)
G-senjō no maō (G-線上の魔王? lett. "Il diavolo sulla quarta corda"), è una visual novel giapponese prodotta dalla Akabei Soft2, pubblicata il 29 maggio 2008 per Microsoft Windows.
Il titolo G-senjō no maō, deriva dall'adattamento del violinista tedesco August Wilhelmj della aria sulla quarta corda di Johann Sebastian Bach (nota internazionalmente come Air on the G String), e dalla ballata di Johann Wolfgang von Goethe "Erlkönig", poi musicata da Franz Schubert, nota in Giappone come "Maō".
Una patch per tradurre il gioco in inglese è stata distribuita da TL Wiki il 25 dicembre 2010. Numerose altre traduzioni sono in fase di sviluppo da parte di fan, in lingua vietnamita, portoghese, francese ed italiana.

## Trama
G-senjō no maō prende luogo nell'immaginaria città di Tomanbetsu, in Giappone. Il protagonista, Azai Kyousuke, è il figlio adottivo di un malfamato e crudele boss della yakuza, che passa i giorni ascoltando musica classica e andando a scuola, mentre le notti si ritrova a lavorare segretamente per il suo padre adottivo, costretto da un debito che ha nei suoi confronti. La sua tranquilla esistenza viene bruscamente stravolta quando due individui arrivano in città: un'affascinante ragazza dai lunghi capelli di nome Haru, e un temibile criminale internazionale noto come "Maō". In breve, i due nuovi arrivati iniziano tra loro una sfida mortale, trascinando Kyosuke e i suoi amici nel fuoco incrociato. Complotti, intrighi politici e strati su strati di trappole interconnesse, sono le armi di questa epica battaglia di ingegni.

## Modalità di gioco
Come la maggior parte delle visual novel, la giocabilità G-senjō no maō consiste nel leggere il testo accompagnato dalle immagini dei personaggi e da fondali fissi, effettuando alcune scelte che andranno a influenzare la storia.
Il gioco possiede quattro finali positivi, uno per ogni eroina, e tre finali negativi per le eroine esclusa Haru.
La storia è divisa in cinque capitoli, più un epilogo. Il primo funge da prologo, mentre i successivi capitoli si focalizzano sul rapporto di Kyosuke con le quattro eroine principali. A seconda delle scelte effettuate in un capitolo, esso può proseguire con la storia principale o con un capitolo focalizzato su un'eroina che porta al suo finale, buono o cattivo che sia. Queste ultimi percorsi narrativi sono più che altro delle varianti secondarie della storia, il cui vero finale si ha con l'epilogo dopo il quinto capitolo.

### Capitoli
1. La stanza dell'eroe (主人公自室?, Shujinkō jishitsu)
2. La baldoria del rapimento  (遊興の誘拐?, Dainishō yūkō no yūkai)
3. Gli omicidi di mefistofele (悪魔の殺人?, Akuma no satsujin)
4. Punto cieco nei negoziati (交渉の死角?, Kōshō no shikaku)
5. Il diavolo sulla corda G (G-線上の魔王?, G-senjō no maō)

Epilogo: Primavera (春?, Haru)
I capitoli delle eroine sono:
- Tsubaki: Lo specchio di Tsubaki (椿の鏡?, Tsubaki no kagami)
- Kanon: Canzoni che mi ha insegnato mia madre (我が母の教えたまいし歌?, Waga haha no oshie tamaishi uta)
- Mizuha: Le parole di mia sorella (姉妹の言葉?, Shimai no kotoba)

## Personaggi

### Protagonisti
Kyōsuke Azai (浅井京介?, Azai Kyōsuke)
È il protagonista del gioco. Kyousuke è un ragazzo intelligente con la passione per la musica classica. Di giorno si reca a scuola come un normale studente, scherzando con gli amici e giocando ad essere Dio con il suo amico Eiichi, ma questa è in realtà solo una pausa dal suo vero lavoro: di notte il ragazzo lavora per il padre adottivo, un crudele boss della yakuza della città di Tomanbetsu. Nonostante sia un ragazzo tutto sommato di buon cuore, si trova infatti obbligato a lavorare per il padre per saldare un debito nei suoi confronti. Kyousuke ha imparato sulla sua pelle il valore del denaro, "educato" dal padre a diventare una persona sufficientemente spietata da essere il suo successore e credere che i soldi siano l'unica cosa che conta. Rappresenta quindi per certi aspetti, un antieroe.
Haru Usami (宇佐美ハル?, Usami Haru)
Seiyū: Rino Kawashima
È l'eroina principale del gioco. Haru è una ragazza molto intelligente e capace, ma alquanto bizzarra. Si auto-definisce e chiede agli altri di chiamarla eroe (勇者?, yuusha), poiché il suo scopo ultimo è quello di sconfiggere il male rappresentato dal criminale Maō. Haru ha dei capelli molto lunghi e sembra vivere da sola, lavorando dopo la scuola per mantenersi.
Tsubaki Miwa (三輪椿姫?, Miwa Tsubaki)
Seiyū: Sumire Murasakibana
Tsubaki una ragazza gentile e premurosa, compagna di classe di Kyousuke. Ama annotare ogni cosa nel suo diario personale, e si comporta spesso in modo ingenuo e innocente. Per questi motivi, inizialmente Kyosuke la troverà fastidiosa, ma poi si ricrederà. Tsubaki ha due sorelle, Sae e Chiromi, e due fratelli, il cui minore si chiama Hiroaki.
Kanon Azai (浅井花音?, Azai Kanon)
Seiyū: Haruka Kawai
È la sorella adottiva e compagna di classe di Kyosuke. Kanon è figlia di Gonzou e della sua ex-amante Ikuko, ed è anche una pattinatrice di figura professionista. La ragazza abita con la madre ed è completamente estranea alle malefatte del padre. Vive la vita in tutta spensieratezza, alternando la scuola agli allenamenti e non sembrando interessarsi a ciò che accade attorno a lei.
Mizuha Shiratori (白鳥水羽?, Shiratori Mizuha)
Seiyū: Hyosei
Mizuha è un'altra compagna di classe di Kyousuke, ed è la figlia del direttore della scuola. Suo padre è anche a capo della Shiratori Construction, un'azienda di costruzioni di livello rilevante e che ha contatti con la yakuza. Mizuha si dimostra molto fredda nei confronti dei suoi compagni, specialmente Kyousuke, non stringendo amicizia con nessuno.
Maō (魔王?, Maō)
Seiyū: Hōdenirappa
È l'antagonista del gioco, un criminale internazionale astuto e spietato. Nessuno sembra conoscere la sua vera identità, ed utilizza ogni stratagemma possibile per mantenere questo segreto. La sua intelligenza gli permette di ordire numerosi complotti, prevedendo le mosse dei suoi nemici e tendendo loro trappole, così da portare a termine il suo scopo senza venire contrastato. Il suo unico difetto è quello di essere molto sicuro di sé, arrivando a "giocare" con i suoi nemici per puro divertimento.

### Personaggi secondari
Eiichi Aiazawa (相沢栄一?, Aizawa Eiichi)
Seiyū: Mahiru Kaneda
È un compagno di classe di Kyousuke, e suo migliore amico. Eiichi ha un viso angelico e un carattere tenero e gentile. In realtà è solo una maschera per celare il suo vero carattere, che è ben diverso. Quando è solo con Kyousuke, il ragazzo toglie la sua maschera , confidando a lui la passione che ha per le donne mature, e il suo desiderio di conquistare la loro insegnante Noriko. Suo padre è proprietario di una catena di alberghi in città.
Gonzou Azai (浅井権三?, Azai Gonzou)
Seiyū: Iguchi Denemon
È il padre adottivo di Kyousuke, noto anche come "La bestia", capofamiglia di una delle maggiori yakuza della città che controlla numerose corporazioni all'interno della stessa. È una persona crudele e spietata senza pietà per nessuno, nemmeno per Kyousuke. Per lui le persone sono solo strumenti per guadagnare denaro: Kanon è infatti sponsorizzata da lui solo perché genera introiti.
Horibe (堀部?, Horibe)
È il vice di Gonzou, un uomo spietato noto per la sua crudeltà e il piacere che provi a torturare le persone. Rispetta Gonzou e in qualche modo anche Kyousuke, chiamandolo amichevolmente figliolo (坊っちゃん?, bocchan).
Grizzly Iijima (グリズリー飯島?, Gurizurī iijima)
È la guardia del corpo personale di Gonzou, un energumeno che parla poco, ma che possiede una considerevole forza.
Yuki Tokita (時田ユキ?, Tokita Yuki)
Seiyū: Hokuto Minami
È una misteriosa ragazza che giunge in città durante il corso della storia. Yuki è figlia Akihiro Tokita, un noto poliziotto esperto nel fare da mediatore durante i negoziati con gli ostaggi.
Noriko (乃 梨子?, Noriko)
È l'insegnante di Kyousuke, di cui Eiichi è fortemente invaghito. È anche la responsabile del club di astronomia.
Hashimoto (橋本?, Hashimoto)
È un compagno di scuola di Kyousuke, ed è figlio del vice-direttore della scuola. Ha una grande passione per la pallacanestro e gioca nella squadra della scuola.
Hiroaki Miwa (宏明美和?, Miwa Hiroaki)
È il fratello più piccolo di Tsubaki. Verrà rapito da Maō per fare del male a Tsubaki, e di riflesso ad Haru.
Ikuko Kanesaki (兼崎郁子?, Kanesaki Ikuko)
È la madre di Kanon. Ikuko è un'ex-pattinatrice professionista che ha avuto una relazione con Gonzou da cui è nata Kanon. A dispetto di ciò, la donna non è coinvolta nei traffici del malavitoso, ma il suo unico scopo è far partecipare la figlia alle olimpiadi per farle vincere una medaglia d'oro. In passato è stata anche l'allenatrice di Kanon, che tuttora la chiama Coach.
George Hilton (ジョージ·ヒルトン?, Jōji Hiruton)
È un ex-pattinatore statunitense, ora allenatore di Kanon.
Maiko Seta (瀬田舞妓?, Seta Maiko)
È un'abile pattinatrice e principale rivale di Kanon. La ragazza nutre una profonda stima per l'avversaria, nonostante le malelingue che vengono dette.
Mefistotele (メフィストフェレ?, Mefisutofere)
È un complice di Maō che lo aiuterà ad attuare uno dei suoi piani.

## Sviluppo
G-senjō no maō è il nono gioco di Akabeisoft2 in tre anni, e il secondo dei quattro gioco pubblicati nel 2008. Il progetto degno di nota poiché ha avuto poche persone che hanno preso parte alla creazione del gioco. La progettazione degli scenario fu diretta da Loose Boy. La direzione artistica e il disegno dei personaggi fu affidato ad Alpha. Le musiche del gioco sono state composte da Tiko-μ, e interamente arrangiate da brani di musica classica.

### Pubblicazione
Prima di essere pubblicato, uscirono due demo direttamente scaricabili dal sito ufficiale di Akabeisoft2. In queste versioni, veniva introdotti i personaggi principali del gioco e potevano essere effettuate delle scelte per portare la trama in una specifica direzione. Il gioco completo fu pubblicato il 29 maggio 2008 in una versione limitata e una regolare su DVD per Microsoft Windows. La versione prima delle versioni conteneva una collezione di immagini dai titoli precedenti di Akabeisoft2 Sharin no kuni, himawari no shōjo, il suo fan disc Sharin no kuni, yūkyū no shōnenshōjo e Sono Yokogao o Mitsumeteshimau: A Profile Kanzenban, un calendario da tavolo e il demo di Tayutama: Kiss on my Deity, uscito poi due mesi dopo G-senjō no maō.

## Media correlati
Due drama CD ambientati nell'universo di G-senjō no maō furono pubblicati il 9 e il 26 gennaio 2009. Quattordici episodi di un programma per una radio internet, per promuovere il drama CD intitolato G-senjō no maō presents: Haru to Eiichi no Hal Ichi Bang×2 (G線上の魔王PRESENTS ハルと栄一のハル★イチBANG×2?), furono distribuiti sul sito ufficiale della visual novel il 7 novembre 2008 e l'8 maggio 2009. Il programma fu condotto da Rino Kawashima e Mahiru Kaneda, le voci rispettivamente di Haru ed Eiichi nella visual novel. Lo show ospitò altri doppiatori del gioco e del drama CD: Sumire Murasakibana (voce di Tsubaki), Hokuto Minami (voce di Yuki), Satoshi Tsuruoka (voce di Ryūhei Oda, un personaggio solo dei drama CD), e Jun Fukuyama (voce di Maō, e anche di Kyōsuke nei drama CD).
Ichijinsha pubblicò un manga antologia intitolato G-senjō no maō manga antologia il 25 settembre 2008, sotto la loro etichetta DNA Media Comics. Ichijinsha pubblicò inoltre un fan book intitolato G-senjō no maō visual fan book il 14 luglio 2009.

## Musiche
La maggior parte delle musiche del gioco sono composte arrangiando brani di musica classica. La visual novel ha tre temi principali, un tema d'apertura, una canzone d'inserimento suonata verso la fine del gioco, e un tema conclusivo. La canzone d'apertura, "Answer", è cantata da Rekka Katakiri, scritta da Kanoko, e composta da Junpei Fujita. La canzone di inserimento, "Close Your Eyes" è cantata da Ayane e scritta e composta da Chiyomaru Shikura. Il tema finale, "Yuki no hane, toki no kaze" (雪の羽 時の風?), è cantata da Barbarian On The Grove e Chata, scritta e arrangiata da Bassy. I due temi furono inclusi nell'album The Best Game Vocals of Akabeisoft2, pubblicato il 23 febbraio 2007, insieme a numerose altre canzoni dai giochi di Akabeisoft2. La colonna sonora originale del gioco fu pubblicata da 5pb. il 24 aprile 2009 in tre CD.
Tra i brani di musica classica arrangiati per il gioco vi sono:
- L'aria sulla quarta corda di August Wilhelmj
- Il galop infernal dell'operetta Orfeo all'inferno di Jacques Offenbach, noto soprattutto come tema più famoso del can-can
- La Danza della Fata Confetto da Lo Schiaccianoci di Pëtr Il'ič Čajkovskij
- La Cavalcata delle Valchirie di Richard Wagner
- Nell'antro del re della montagna dal Peer Gynt di Edvard Grieg
- La canzone Songs My Mother Taught Me di Antonín Dvořák
- The Entertainer di Scott Joplin
- Il volo del calabrone di Nikolaj Andreevič Rimskij-Korsakov
- O Fortuna, il tema iniziale dei Carmina Burana di Carl Orff

## Vendite
Dalla metà di marzo alla metà di aprile 2008, il gioco si classificò secondo tra i giochi in pre-ordine in Giappone. La "limited edition" di G Senjō no Maō si classificò seconda nelle vendite di giochi per PC in Giappone nel maggio 2008, mentre la versione regolare si classificò ventiseiesima. La "limited edition" si classificò nuovamente per giugno 2008 al ventitreesimo posto. G Senjō no Maō si classificò primo per il mese di maggio 2008, nei termini di vendita su Getchu.com, sedicesima il mese successivo. Per la prima metà del 2008, G Senjō no Maō si classificò terzo tra i più venduti su Getchu.com. Il gioco ricevette il primo premio ai Bishōjo Game Awards del 2008.

## Curiosità, citazioni e riferimenti ad altre opere
- La parole con cui Maō lancia la sua sfida sono una citazione della ballata Erlkönig.
- Nel primo capitolo del gioco, Haru fa una battuta con un gioco di parole tra "piccolo", che in inglese significa "ottavino", e Piccolo, un personaggio di Dragon Ball.
- Durante il gioco, Haru parla della malvagità usando come esempio Freezer.
- Il padre di Tsubaki, lodando il fatto che Kyosuke sia un ragazzo aggiornato, sostiene che usa mixi, un social network giapponese.
- Eiichi, descrivendo la tecnica di pattinaggio di Kanon, sostiene che si muova come a mimare degli Hadoken e degli Shoryuken.
- Kanon esegue un salto quadruplo durante una sua performance, venendo lodata per essere la prima pattinatrice donna della storia ad eseguirlo. Come poi specificato alla fine, questo primato spetta in realtà alla pattinatrice giapponese Miki Andō.
- Kyosuke, ascoltando la Cavalcata delle Valchirie di Richard Wagner, ricorda anche la famosa scena del film Apocalypse Now con in sottofondo questo brano.
- Haru, mentre dovrebbe prendere appunti sull'andamento del negoziato, disegna Lupin.
- Sempre durante il negoziato, viene citato Scottie Pippen dei Chicago Bulls.
- Kyosuke, criticato di non essere abbastanza coraggioso, si difende sostenendo di non essere il Bruce Willis di Die Hard.
- Haru, vedendo le abilità di sopravvivenza di Kyosuke, gli dice che sembra uno dei tipici banditi cattivi di Ken il guerriero.